# Risiocnemis hamalaineni
Risiocnemis hamalaineni là loài chuồn chuồn trong họ Platycnemididae. Loài này được Villanueva mô tả khoa học đầu tiên năm 2009.